# 서울신길초등학교
서울신길초등학교(서울新吉初等學校)는 대한민국 서울특별시 동작구 대방동에 있는 공립 초등학교이다.

## 학교 연혁
- 1964년 3월 12일 서울신길국민학교로 개교
- 1996년 3월 2일 서울신길초등학교로 교명 개칭
- 2024년 3월 12일 개교 60주년

## 참고 자료
- 서울신길초등학교 - 한국교육학술정보원 학교알리미